# マボ判決
マボ判決は、移民が移住してきた時のオーストラリアは、「無主地（テラ・ヌリウス）」だったという従来の考え方を否定し、先住民たちが先住権原をもっているとして世界で初めて承任された判決。

## 訴訟理由
トレス海峡諸島に属する東インド諸島は先住民保留地であり、メリアム族が伝統的な生活を送っていた。クイーンズランド州政府は保留地を土地評議会（アボリジニ諸組織を代表して土地利用の協議と仲介を行う）の下に置く決定を下した。この土地所有方法に納得できないとして、メリアム族の社会運動家であるエディ・マボを含む3人が1992年に訴訟を起こした。

### 訴えの内容
マレー諸島は、1879年にクイーンズランド植民地に編入される以前から、先祖が土地に対する権限（土地権が生じる根拠）を有していたことは、神話などに基づき主張できるとした。

## 判決の背景
アボリジニが回復を要求している土地権の内容は、部族全体としての土地所有権という概念が含まれている意味で、近代的な土地所有権とは異なる。
1969年にヨルング族による土地権回復を求めた民事訴訟は英国枢密院によって認められなかったが、これは1889年に無主地概念に基づいた判断を引き継いだものである。また、土地を共同支配する族という概念もコモン・ロー上存在しないので原告としての適格性にも疑問があった。

## 判決趣旨
- 東インド諸島がクイーンズランド州土地法の言う「国王の土地」に当てはまらないとし、メリアム族が伝統に従って先祖代々からの土地を享受する権利を認めた。

### 主要な理由
1. オーストラリアのコモン・ローは住民の先住的土地所有権限を、その土地との伝統的な関係、あるいは、占有状況を拠り所として認めている。
2. この件では、一つの族が継続的に維持している。
3. 無主地（テラ・ヌリウス）概念は事実上誤っている上、今日では受け入れがたい概念である。

## 判決の影響
1996年にはウィック判決が出され、放牧貸借権が設定されている場所においても先住権原は存続しうることとなり、農牧業を中心に大きな波紋を呼ぶこととなった。
その後、ジョン・ハワード政権は、先住権原法を修正し、認定手続きの複雑化、厳格化を行った。
しかし、現在では各州においてアボリジニに対する差別的な法律は撤廃されている。また、辺境のアボリジニ社会で発生した刑事事件については、アボリジニ社会の伝統的な規範もコモン・ローとして否定されない配慮もなされている。